# Крајна Вас
Крајна Вас (словен. Krajna Vas) је насељено место близу гаранице са Италијом у општини Сежана која припада покрајини Приморска у статистичкој Обално-Крашкој регији.
Крајна Вас се налази на надморској висини 269,8 м површине 3,47 км². Приликом пописа становништва 2011. године насеље је имало 113 становника

## Културна баштина
Локална црква, посвећена је Светој Нежи припада парохији Скопо. Саграђена је трећој четвртини 18. века, (1768—1971). 
Поред цркве у насељу постоје још 3 објекта регистрованих као непокретна културна добра.